# Francisco Quesádez

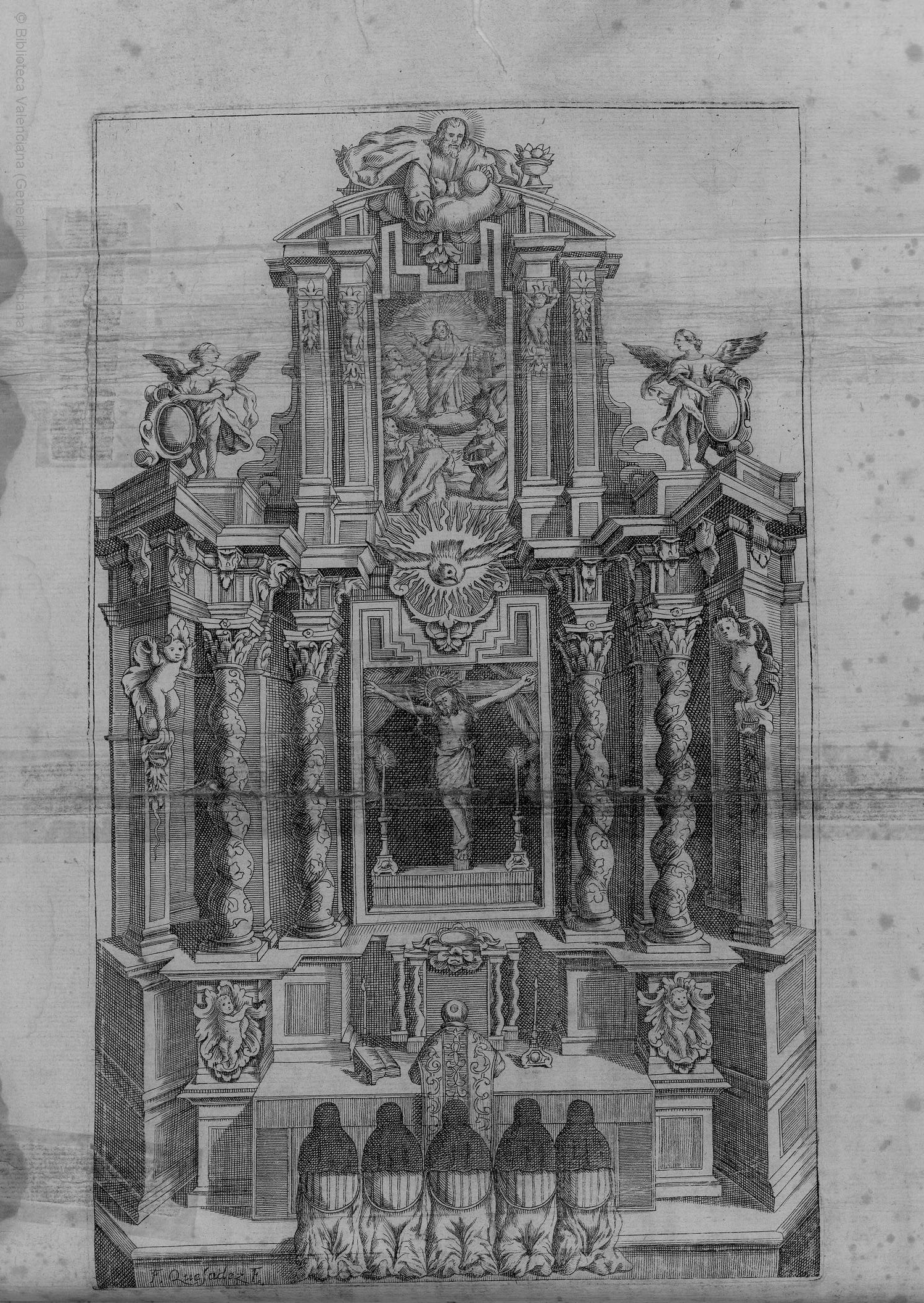
Hoja de lámina plegada, ilustración de Identidad de la imagen del S. Christo de S. Salvador de Valencia, con la sacrosanta Imagen de Christo de la Ciudad de Berito, en la Tierra Santa, tan celebrada de Pontífices, Concilios, Breviarios, y otras Historias con título de la "Passión de la Imagen", en la qual renovaron los Iudios todas las injurias de la Passión, hasta manar finalmente, al golpe de la lanza, sangre y agua, con la qual, convirtiéndose los Iudios, sanaron todos los enfermos, y repartida después por las Iglesia de Oriente y de Occidente dicha sangre obra no menos milagros, que la misma Imagen, en Valencia, adonde vino, años 1250, sobre las aguas del mar, y subiendo sobre la corriente del río, se paró enfrente del Templo, adonde por mano de Ángeles fue colocada. Divídese en tres tratados... con el cathalogo de las vidas de todos los obispos y arçobispos de Valencia... su autor el doctor Iuan Bautista Ballester... En Valencia por Gerónimo Vilagrasa, 1672.

Francisco Quesádez (fl. 1663-1701) fue un pintor y grabador calcográfico español activo en Valencia.
Fecundo grabador a buril, alguna vez ayudado con el aguafuerte y de dibujo no siempre correcto, trabajó con asiduidad para Jerónimo Vilagrasa y otros libreros valencianos a los que proporcionó portadas y retratos.
En 1663 se encuentra ya su firma en algunos de los grabados que ilustran la obra de Juan Bautista Valda, Solenes fiestas que celebró Valencia a la Inmaculada Concepción de la Virgen María: por el supremo decreto de N.S.S. Pontífice Alejandro VII, impresa por Jerónimo Vilagrasa. Se trata de una de las obras más ricas en estampas salidas de las prensas valencianas, en la que participaron, con Quesádez, José Caudí, Mariano Gimeno y Juan Felipe, quienes proporcionaron un total de cincuenta grabados intercalados dentro del texto con los altares efímeros y carros triunfales sufragados por las órdenes religiosas, corporaciones y gremios para conmemorar la bula Sollicitudo omnium ecclesiarum del papa Alejandro VII. Fechada el 8 de diciembre de 1661, el papa aprobaba por ella el culto a la Inmaculada Concepción y la celebración de su fiesta, lo que fue recibido en toda España grandes muestras de alegría. Dos años más tarde, un nuevo decreto del papa Alejandro VII en favor de la fiesta de la Inmaculada, de precepto en España, motivó nuevos festejos en Valencia y su correspondiente relación, redactada por Francisco de la Torre y Sevil y publicada también por Jerónimo Vilagrasa en 1665 con el título Luzes de la aurora, días del sol, en fiestas, de la que es sol de los días, y aurora de las luzes. La contribución de Quesádez en esta ocasión consistió en el grabado calcográfico del título —una de sus obras mejor conocidas y más apreciadas— y el retrato del marqués de Astorga a quien va dedicado el volumen como impulsor de los festejos, repartiéndose con Gimeno los emblemas intercalados en el texto.
En 1666 grabó por dibujo de José Caudí el túmulo erigido en Valencia en las exequias por Felipe IV, lámina incluida en la relación de Antonio Lázaro de Velasco, Funesto geroglífico, enigma del mayor dolor, que en representaciones mudas manifestó la... Ciudad de Valencia, en las honras de su Rey Felipe el Grande IV en Castilla...

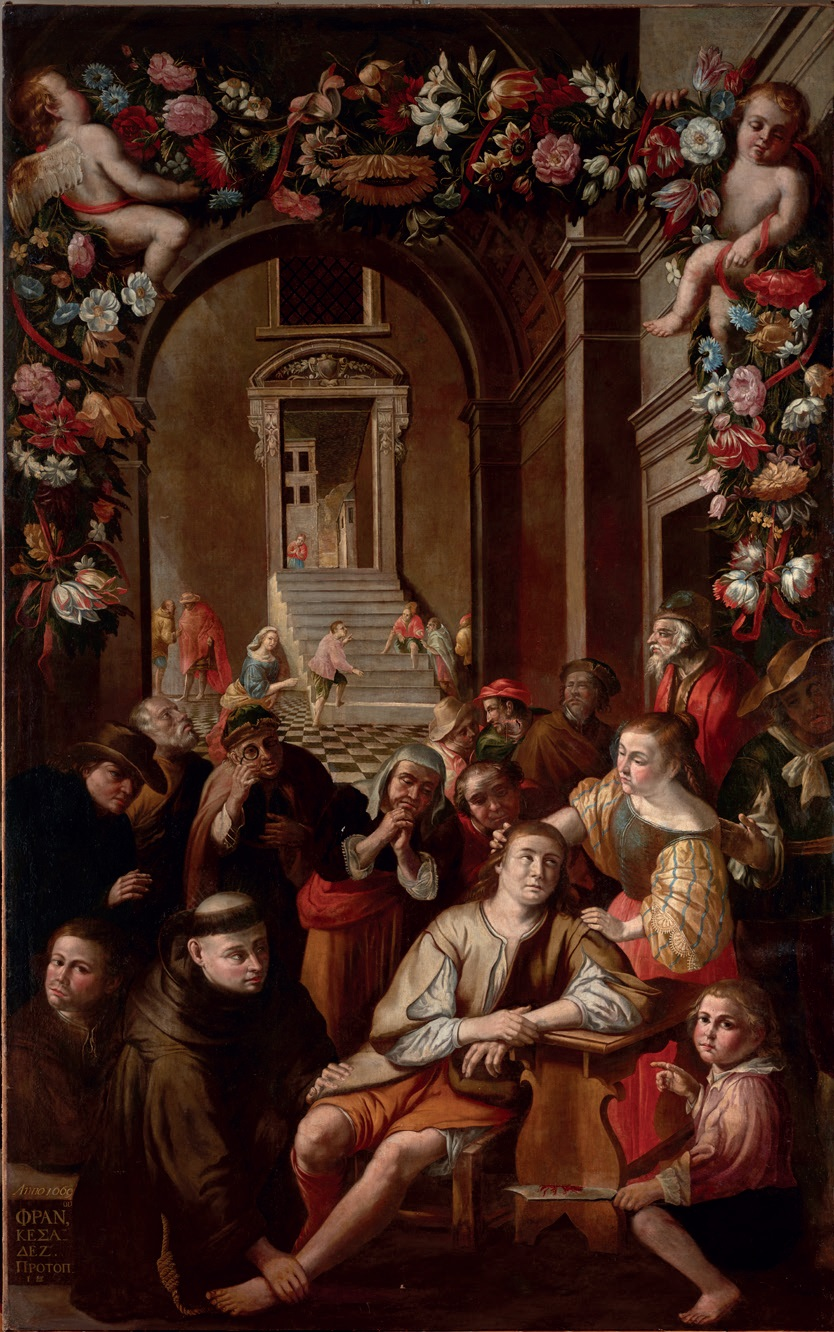
San Antonio de Padua y el milagro del pie reinjertado, 1669, óleo sobre lienzo. Colección privada.

Entre sus portadas cabe destacar la del libro de Vicente Carbonell, Célebre centuria que consagró la ilustre y real villa de Alcoy a honor, y culto del Soberano Sacramento del Altar (que sea por siempre alabado) en el año 1668.... Añádense las historias de S. George y sucesos de los Terremotos, Valencia, 1672, y podría ser suya la anteportada calcográfica de La cándida flor del Turia San Pedro Pasqual de Valencia de Baltasar Sapena (Valencia, por Benito Macé, 1671) donde firma la imagen, poco feliz, del santo en su prisión en presencia de la Inmaculada. Por su valor testimonial merecen ser recordadas la lámina del altar del Cristo de Berito de la iglesia del Salvador de Valencia, con la talla del Crucificado milagrosamente arribada a la ciudad río arriba, según la leyenda, tras haber sido maltratada por unos judíos en Tierra Santa, grabado hecho para la obra de Juan Bautista Ballester, Identidad de la imagen del S. Christo de S. Salvador de Valencia, 1672, y el «Verdadero Retrato de la V. M. Sor Hipólita de Jesús; en el siglo Doña Ysabel de Rocaberti, Religiosa del Convento de los Ángeles de la Orden de Predicadores en Barcelona...», grabado a buril publicado primero como ilustración de De los sagrados huesos de Christo, Valencia, 1679, y posteriormente en el tomo XII de las Obras de la V. M. Hipólita de Jesús y Rocaberti, Valencia, 1683, inmediatamente incorporadas al Índice de libros prohibidos.
No faltan en su producción, además, los escudos heráldicos y las estampas sueltas de devoción, como la de San Vicente Ferrer sobre una vista de la ciudad.
De su esporádica actividad como pintor, en la órbita de la producción madura de Jerónimo Jacinto de Espinosa, solo se conoce un óleo de colección particular con San Antonio de Padua y el milagro del pie reinjertado, fechado en 1669 y firmado con caracteres griegos, y un San Antonio de Padua con el Niño Jesús en el reverso de una plancha de cobre con un escudo de armas grabado.